# Nelson Barrera
Nelson Enrique Barrera Romellón (17 de octubre de 1957 - 14 de julio de 2002) fue un beisbolista mexicano. Nació en Ciudad del Carmen, Campeche. Participó en Liga Mexicana de Béisbol, Liga Mexicana del Pacífico y jugó para un equipo de clase AAA,  sucursal de los Chicago White Sox.
Jugaba como infielder, principalmente tercera y primera base, además de que muchas veces fue requerido como bateador designado,  llegó a jugar prácticamente todas las posiciones en el diamante: cácher, segunda base, short stop, jardinero izquierdo y derecho. Además de poseer habilidad para conectar la pelota, era conocido por su poder al batear, por lo que en muchas ocasiones estaba en la lista de líderes de cuadrangulares de la liga. Pero lo mejor de Nelson era su oportunidad para decidir juegos clave y producir carreras de manera oportuna.
Nelson Barrera ganó títulos en la Liga Mexicana de Béisbol, Liga Mexicana del Pacífico y Serie del Caribe.
Posee el récord histórico del mayor número de home runs de la Liga Mexicana de Béisbol y forma parte del Salón de la Fama del Béisbol Profesional de México. Era conocido como El Almirante. En su honor fueron renombrados los estadios del equipo de Campeche (Antes Venustiano Carranza) Estadio Nelson Barrera Romellón y Ciudad del carmen (Antes Concordia) Estadio Municipal Nelson Barrera Romellón.

## Liga Mexicana de Béisbol

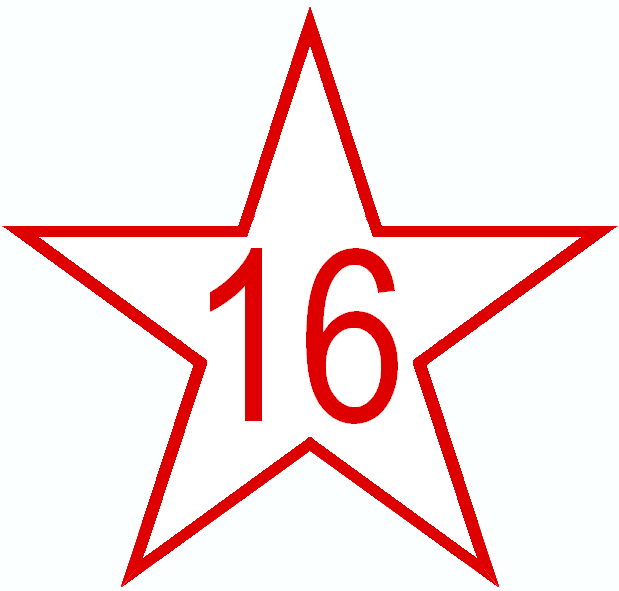
El número 16 del México fue retirado en honor a Barrera.

Debutó en la liga mexicana de verano en la temporada de 1977 con los Diablos Rojos del México. Aún siendo joven no terminaba de demostrar su talento con el equipo capitalino y fue trasladado en 1981 al equipo de Tecolotes de Nuevo Laredo, donde jugó 2 temporadas. Para 1983 regresó con los Diablos Rojos del México, equipo en el que se ganó los calificativos de 'estrella' y 'favorito de la afición' por su gran juego. Barrera llamó la atención de los Chicago White Sox de las ligas mayores, por lo que en 1985 fue a jugar para su equipo de clase AAA, los Bisontes de Buffalo, pero no pudo destacar y regresó con los Diablos Rojos, donde fue parte fundamental para que el equipo escarlata obtuviera su campeonato número 8.
En 1987 tuvo su mejor temporada en la liga veraniega, al contar con un porcentaje de bateo de .349, 153 hits, 42 home runs, 134 carreras producidas y .705 en porcentaje de bateo. Su desempeño fue pieza fundamental en la obtención del campeonato de la liga en esa temporada. En el quinto juego de la serie final en contra de Dos Laredos, Barrera conectó un cuadrangular con la casa llena (jugada también conocida como grand slam), lo que le dio el título al México. En este año el 25 de marzo contra los Piratas de Campeche se convirtió en el primer jugador en batear 3 hr en un juego de 7 entradas.
Para 1992 Barrera fue adquirido por el equipo de su estado natal, los Piratas de Campeche, equipo en el que estuvo por tres temporadas en los que mantuvo sus buenos números. Para 1995 regresó por una temporada con los Diablos Rojos y al año siguiente pasó a los Guerreros de Oaxaca equipo que debutaba en la liga y que contaba estrechas relaciones con los Diablos Rojos. Con este equipo consiguió el campeonato de 1998 como mánager-jugador, al vencer a Acereros de Monclova en la serie final. Este fue el primer y único título de Oaxaca hasta el momento. 
Estuvo con los Guerreros hasta la temporada de 2001 siendo en esta última temporada cuando logró superar a Héctor Espino como el máximo jonronero de todos los tiempos en la Liga Mexicana, y al año siguiente formó parte de 2 equipos, Diablos Rojos y Piratas de Campeche, aunque poco pudo hacer en esta campaña al tener poca participación. 

### Estadísticas en LMB
| Estadísticas en LMB |      |      |      |      |     |    |     |      |     |      |     |      |      |      |
| Temporadas          | JJ   | VAB  | CA   | H    | H2  | H3 | HR  | CP   | BB  | SO   | BR  | AVE  | TB   | SLG  |
| 26                  | 2738 | 9850 | 1485 | 2937 | 464 | 53 | 455 | 1927 | 889 | 1500 | 113 | .298 | 4872 | .495 |

### Récords en LMB
| Récords en LMB                                                |      |
| Home Runs de por vida                                         | 455  |
| Carreras producidas de por vida                               | 1927 |
| Bases totales de por vida                                     | 4872 |
| Ponches de por vida                                           | 1500 |
| Home Runs con las bases llenas de por vida                    | 13   |
| Carreras producidas para un jugador mexicano en una temporada | 134  |
| Home runs en un juego de 7 entradas                           | 3    |

## Liga Mexicana del Pacífico
Nelson Barrera debutó en Liga Mexicana del Pacífico en la temporada 1979-80, con el equipo de Ostioneros de Guaymas, la temporada siguiente jugó con los Naranjeros de Hermosillo.
Para la temporada 1981-82 jugó con los equipos de Mayos de Navojoa y Ostioneros de Guaymas. A partir de la temporada 1982-83 jugó con los Tomateros de Culiacán de manera consecutiva por los siguientes 10 años.
En Liga Mexicana del Pacífico participó durante 15 temporadas hasta la campaña 1994-95, durante esos años estuvo con 4 diferentes equipos: Tomateros de Culiacán, Ostioneros de Guaymas, Naranjeros de Hermosillo y Mayos de Navojoa.
Como jugador obtuvo 2 campeonatos, ambos con Tomateros de Culiacán en la temporada 1982-83 y 1984-85.

### Estadísticas en LMP
| Estadísticas en LMP |            |     |      |     |     |     |    |     |     |     |     |    |      |      |      |
| Equipo              | Temporadas | JJ  | VAB  | CA  | H   | H2  | H3 | HR  | CP  | BB  | SO  | BR | AVE  | TB   | SLG  |
| Guaymas             | 1          | 72  | 264  | 22  | 58  | 10  | 0  | 4   | 26  | 16  | 51  | 1  | .220 | 80   | .303 |
| Hermosillo          | 1          | 76  | 240  | 23  | 58  | 6   | 3  | 2   | 23  | 21  | 48  | 0  | .242 | 76   | .317 |
| Navojoa-Guaymas     | 1          | 79  | 132  | 12  | 32  | 6   | 0  | 1   | 8   | 14  | 28  | 1  | .242 | 41   | .311 |
| Culiacán            | 11         | 678 | 2457 | 313 | 628 | 91  | 5  | 113 | 388 | 218 | 452 | 33 | -    | 1068 | -    |
| Culiacán-Navojoa    | 1          | 61  | 221  | 29  | 66  | 8   | 0  | 11  | 34  | 24  | 37  | 0  | .299 | 107  | .484 |
| TOTAL               | 15         | 966 | 3314 | 399 | 842 | 121 | 8  | 131 | 479 | 293 | 616 | 35 | .254 | 1372 | .414 |

## Títulos

### Liga Mexicana de Béisbol
| Títulos en LMB           |                  |
| Equipo                   | Temporada        |
| Diablos Rojos del México | 1985, 1987, 1988 |
| Guerreros de Oaxaca      | 1998             |

### Liga Mexicana del Pacífico
| Títulos en LMP        |                  |
| Equipo                | Temporada        |
| Tomateros de Culiacán | 1982-83, 1984-85 |

### Serie del Caribe
| Títulos en Serie del Caribe |           |
| Equipo                      | Temporada |
| Águilas de Mexicali         | 1986      |

## Designaciones

### Liga Mexicana de Béisbol
- Campeón de cuadrangulares: 1987
- Campeón de Carreras producidas: 1987, 1988, 1998

### Liga Mexicana del Pacífico
- Jugador más valioso: 1984-85
- Campeón de cuadrangulares: 1984-85, 1987-88
- Campeón de Carreras producidas: 1984-85

## Muerte
El 14 de julio de 2002, en su hogar localizado en Campeche, murió electrocutado al intentar reparar el techo de su casa. Él hizo contacto con un toldo de lámina que estaba haciendo contacto con unos cables de alta tensión y murió casi instantáneamente. Esa campaña (2002) los Diablos Rojos vencieron en la serie final a los Tigres y el título fue dedicado en honor al Almirante Nelson Barrera.